# Edward Everett Hale
Edward Everett Hale (n. 3 aprilie 1822, Boston, Massachusetts, SUA – d. 10 iunie 1909, Roxbury⁠(d), Boston, Massachusetts, SUA) a fost un autor, istoric american și misionar unitarian.
Edward Everett Hale a scris în 1869 The Brick Moon, o nuvelă inspirată din lucrările lui Jules Verne, notabilă ca o primă lucrare care descrie un satelit artificial. Scrisă în același stil ca și celelalte lucrări ale lui Hale, are un realism pseudo-jurnalistic de a prezenta o poveste de aventuri foarte puțin bazată pe realitate.

## Lucrări scrise
- Illustrious Americans, coauthored by  E. E. Hale, Entered into the Library of Congress by W. E. Scull, 1896, Public Domain
- Old and New. Edited by Hale. v.1 (1870); v.6 (1872–1873); v.8 (1873); v.11 (1875).
- The Man Without a Country
- The Life of Christopher Columbus. Arc Manor LLC. 2008 [1891]. ISBN 978-1-60450-238-1. Accesat în 16 mai 2011.[nefuncțională]
- Boy's heroes. D. Lothrop and Company. 1885.

## Vezi și
- Listă de scriitori americani
- Listă de oameni din statul Massachusetts